# یلو بنکس
یلو بنکس (به انگلیسی: Yellow Banks) یک منطقهٔ مسکونی در ایالات متحده آمریکا است که در شهرستان دیویس، کنتاکی واقع شده‌است. یلو بنکس ۱۲۰ متر بالاتر از سطح دریا واقع شده‌است.